# Munda, Salomonöarna
Munda är den största bosättningen på ön New Georgia i Salomonöarna. Orten har en flygplats med reguljärflyg. Den byggdes ursprungligen av japanska styrkor under andra världskriget och blev ett del av slaget om New Georgia år 1943.